# Sometimes (Britney Spears-dal)
A Sometimes (magyarul: Néha) Britney Spears amerikai énekesnő dala debütáló, …Baby One More Time című albumáról. Jörgen Elofsson szerezte, producere Per Magnusson és David Kreuger volt. A dal Britney második kislemezeként jelent meg 1999. április 30-án a Jive Records gondozásában. A Sometimes egy tinipop stílusú felvétel, melyben egy félénk lány közli érzelmeit szerelméről. A kritikusok vegyes fogadtatásban részesítették a számot, egyesek alkalmas folytatásnak találták a …Baby One More Time után, mások szerint jelentéktelen a dal és Britney ártatlan éveinek bosszantó képviselője.
A Sometimes világszerte sikeres lett, tizenegy országban lett top 10-es. Az Egyesült Államokban a Billboard Hot 100-on nem jutott be a legjobb 10-be, 21. helyet ért el. Első lett viszont Belgiumban (Flandriában), Hollandiában és Új-Zélandon, második Ausztráliában. Az Egyesült Királyságban harmadik helyezést ért el és Britney harmadik legsikeresebb kislemeze lett a szigetországban. Mára világszerte körülbelül 4 millió darabot adtak el belőle.
A dalhoz tartozó videóklipet Nigel Dick rendezte Malibuban. Spears a számot a …Baby One More Time Tour, Crazy 2K Tour, Oops!… I Did It Again World Tour és Dream Within a Dream Tour turnékon adta elő.

## Háttér
Mielőtt elkezdett dolgozni albumán, Britney Sheryl Crow-féle zenét akart felvenni. Britney kiadójával viszont olyan producereket választották, akik sokkal inkább előnyben részesítették az olyan dalokat, melyekkel a tizenévesek körében válhat népszerűvé az énekesnő. Stockholmba repült, ahol az album fele került rögzítésre 1998 márciusában és áprilisában olyan producerekkel, mint Max Martin, Denniz Pop és Rami Yacoub. A dalt Jörgen Elofsson szerezte, producere Per Magnusson és David Kreuger volt. Spears a dalt 1998 márciusában vette fel. Martin keverte a Cheiron Studiosban. Az akusztikus gitáron Esbjörn Öhrwall játszott, míg a basszusgitárt Thomas Lindberg használta. A billentyűk és a programozás Kreuger munkája volt, de előbbin Magnusson is játszott. A háttérvokált Anders von Hoffsten biztosította. Spears szerzett egy I’m So Curious című dalt is, mely a Sometimes B-oldalaként adtak ki. Az énekesnő első felvétele lett, aminek a szerzésében ő maga is részt vett. 1997-ben vették fel New Jerseyben. A Sometimes a …Baby One More Time második kislemezeként jelent meg 1999. április 30-án.

### Dalszerzési vita
Steve Wallace dalszerző saját állítása szerint 1990-ben szerezte a dalt, de csak 2003-ban védette le, négy évvel azután, hogy Spears bejelentette a szám címét. Wallace szerint Spears bevallotta, hogy ő szerezte a dalt, és mutatott egy e-mailt is a bíróságnak, melyben ez állt: „Már tudom a tényt, hogy te szerezted (a Sometimes-t). De nem tudok mit tenni ezzel kapcsolatban. Ez minden amit mondani tudok.” Az üzenetről kiderült, hogy hamis, és az ügyet végül 2005. október 31-én zárták le, mikor John D. Tinder közölte, hogy az énekesnő nem lopta a számot.

## Kompozíció
A Sometimes egy romantikus tini pop dal, amit befolyásolnak a rágógumi pop tulajdonságai. 4 perc és 4 másodperc hosszú. B-mollban íródott és 96-os percenkénti leütésszámmal rendelkezik. Spears hangterjedelme F3-tól E5-ig terjed. A versszakokban a Cm11–F7sus–B–B(9)/D–F/A–F akkordmenetet követi. Stephen Thomas Erlewine az AllMusic-tól a következőt mondta: „A Sometimes egy nagyon fülbemászó sláger, dallama megnyerő és a ritmusa az euro-dance dalokéhoz hasonló.”
Lírai kifejezéssel egy törtszívű ballada és ez meg is látszik a dalszövegében: „You tell me you're in love with me / That you can't take your pretty eyes away from me / It's not that I don't wanna stay / But every time you come too close I move away”. Andy Bennett és Richard A. Peterson szerint ezzel Spears egy másik személyiségét akarta megmutatni.

## Kritikai fogadtatás
A Sometimes vegyes kritikákat kapott a kritikusoktól. A CD-Universe személyzete úgy gondolta, hogy Britney figyelmezteti a fiúkat, hogy nem elkapkodott kapcsolatot akar. Amanda Murray azt gondolta, hogy a "Nagy Ő"-ről szól, de azt is kijelentette, hogy a szövege jelentéktelen. Kyle Anderson az MTV-től szerint bevezeti a többi balladát, ami a …Baby One More Time-on kapott helyet, míg hozzátette, elég észszerű, hogy Britney nagyjából csak a fiúkról-velük folytatott kapcsolatokról énekel. A Rolling Stone, pontosabban Ganz Caryn a dalt egyszerűen slágernek nevezte a …Baby One More Time, a From the Bottom of My Broken Heart és a (You Drive Me) Crazy mellett. D. Spence tapasztalt popdalnak vélte, míg Annabel Leathes szerint a dal Britney ártatlan éveire emlékeztető. A BMI Pop Awards-on elnyerte a BMI dala díjat.

## Kereskedelmi fogadtatás

### Európa és Óceánia
Európában nagy kereskedelmi sikert aratott. Ez részben az énekesnő előző kislemezének rendkívül sikeres helyezéseinek volt köszönhető. Elérte az 1. helyezést Belgiumban (Flandria) listán és Hollandiában. Finnországban és Svédországban a 4. helyezést szerezte meg, míg bekerült a legjobb 10-be öt másik országban. Az Egyesült Királyságban a dal nagy sikernek örvendett. 1999. június 26-án elérte a 3. helyezést. Mára 453 000 fizikai példányban kelt el, ezzel pedig a 4. legsikeresebb száma lett a szigetországban. Franciaországban a 13. helyig jutott a dal, majd később ezüstlemez lett 125 000 példánnyal. A jó pozícióknak köszönhetően Európa kontinentális listáján a 3. helyig jutott.
Új-Zéland kislemezlistájának a legfelső pozícióján debütált, ezzel zsinórban a második kislemeze lett az énekesnőnek, ami vezette ezt a listát.Később aranylemez jutott a dalnak a Recording Industry Association of New Zealand (RIANZ) szervezet megítélése alapján, mely ott 7500 eladott kislemez után jár. Ausztráliában csak Jennifer Lopez If You Had My Love című száma gátolta meg az első helytől. Az Australian Recording Industry Association (ARIA) szervezet platinalemez minősítéssel látta el a dalt, a 70 000 eladott példány elérése után.

### USA
Az Egyesült Államokban a rádiókra nagy hatással volt. Mivel kislemez formátumban nem volt kapható, a rádióknak sikerült a 21. helyezésig juttatnia a Billboard Hot 100-on. Emellett elérte a 11. helyet a Adult Contemporary listán, a 29-iket az Adult Pop Songs-on és 6-ikat a Pop Songs listán. A legfelső pozíciót Ricky Martin Livin La Vida Loca című slágere foglalta el. A Nielsen SoundScan adatai szerint összesen 85 000 darabot adtak el belőle az USA-ban. Ebből az eladásból csak 3000 fizikai. Ez feltehetőleg azért van, mert csak hanglemezként volt kapható Amerikában.

## Videóklip

### Háttér

Spears és táncosai a mólón szívet formázva

Spears 1999 februárjában kezdett próbálni a videóklipre. A próbák alatt megsérült a térde, így fizikoterápiára kényszerült az énekesnő. Egy hónappal később Britney kiadott egy közleményt: „Meg szeretném köszönni az én csodálatos rajongóimnak és mindenkinek, aki szeretetét ajánlva segített ez idő alatt,” és hozzátette, áprilisig nem tudja újrakezdeni a forgatást. A kisfilmet Nigel Dick rendezte, aki a …Baby One More Time klipjét is rendezte. A kisfilmet Malibuban forgatták. 1999. május 6-án mutatták be a Total Request Live című műdorban.

### Áttekintés
Az MTV szerint a videót eredetileg úgy képzelték, hogy Spears egy tengerparti házból figyel egy csoport gyereket, ahol meglátta a barátját. Ezt végül nem valósították meg. Spears a videóban messziről figyeli a barátját akit egy modell, Chad Cole alakított. Egy strandon forgatták ezt a részt. A videó másik részében egy mólón Spears és a táncosai egy "strand-barát" fehér öltözékben. A Rolling Stone írója a következőt állapította meg: „Ez a videó tisztábbá teszi Britney személyiségét, miután a …Baby One More Time-mal létrehozott az emberekben egy elképzelést.” 2012-ben kiszivárgott egy kulisszák mögötti videó, amiben Britney és táncosai a mólón próbálják el a klipet.

## Élő előadások és feldolgozások
Spears négy koncertkörúton adta elő a Sometimes-t: a …Baby One More Time Tour-on, ahol egy átdolgozás után adta elő, a Crazy 2k Tour-on, ahol a show ráadása előtt adta elő, az Oops!… I Did It Again World Tour-on, ahol egy olyan ruhát viselt, mint amilyen a zenei videóban van, és a Dream Within a Dream Tour-on, ahol egy dobozból kiemelkedve adta elő a Lucky és a Born to Make You Happy mellett. A The Onyx Hotel Tour-on a dalból mindössze néhány sort énekelt. A számot feldolgozta a Reach the Sky 2002-es Punk Goes Pop című gyűjteményalbumára. A jamaikai énekes, Sanchez is elénekelte saját változatát Simply Being Me című lemezére.

## Számlista és formátumok
| - Európai CD kislemez 1. Sometimes [Radio Edit] – 3:55 2. Sometimes [Soul Solution Mid-Tempo Mix] – 3:29 - Japán CD kislemez 1. Sometimes (Radio Edit) – 3:55 2. …Baby One More Time [Sharp Platinum Vocal Remix] – 8:11 3. …Baby One More Time [Davidson Ospina Club Mix] – 5:40 - Brit CD kislemez 1. Sometimes [Radio Edit] – 3:55 2. Sometimes [Soul Solution Mid-Tempo Mix] – 3:29 3. I’m So Curious – 3:35 | - 12" Vinyl 1. Sometimes [Thunderpuss 2000 Club Mix] – 8:02 2. Sometimes [Mike Ski's Drum Dub] – 4:56 3. Sometimes [Soul Solution Mid-Tempo Remix] – 3:29 4. Sometimes [ThunderDUB] – 7:18 5. Sometimes [Mike Ski's 3 AM Bass Bin Destroyer Mix] – 9:34 6. Sometimes [Original Radio Edit] – 3:55 7. Sometimes [Boris & Beck Roxy Dub] – 6:51 8. Sometimes [Beats Of Thunderpuss] – 4:27 - The Singles Collection kislemez 1. Sometimes (Radio Edit) – 3:55 2. I’m So Curious – 3:35 |

## Slágerlistás helyezések és minősítések
| Kislemezlista (1999)              | Legjobb helyezés |
| --------------------------------- | ---------------- |
| Ausztrál kislemezlista            | 2                |
| Belga kislemezlista (Flandria)    | 1                |
| Belga kislemezlista (Vallónia)    | 6                |
| Brit kislemezlista                | 3                |
| Európai Hot 100 kislemezlista     | 7                |
| Finn kislemezlista                | 4                |
| Francia kislemezlista             | 13               |
| Holland Top 40 kislemezlista      | 1                |
| Kanada Hot 100 kislemezlista      | 7                |
| Ír kislemezlista                  | 5                |
| Német kislemezlista               | 6                |
| Norvég kislemezlista              | 13               |
| Olasz kislemezlista               | 7                |
| Osztrák kislemezlista             | 6                |
| Spanyol kislemezlista             | 13               |
| Svájci kislemezlista              | 7                |
| Svéd kislemezlista                | 4                |
| Új-zélandi kislemezlista          | 1                |
| USA Billboard Hot 100 lista       | 21               |
| USA Mainstream Top 40 (Pop Songs) | 6                |
| USA Top 40 Tracks                 | 9                |
| USA Rhythmic Top 40               | 12               |
| USA Radio Songs                   | 14               |
| USA Adult Pop Songs               | 29               |
| USA Adult Contemporary            | 11               |

| Kislemezlista (1999)           | Helyezés |
| ------------------------------ | -------- |
| Ausztrál kislemezlista         | 22       |
| Belga kislemezlista (Flandria) | 11       |
| Belga kislemezlista (Vallónia) | 28       |
| Brit kislemezlista             | 34       |
| Francia kislemezlista          | 54       |
| Kanadai Hot 100 kislemezlista  | 32       |
| Német kislemezlista            | 51       |
| Svájci kislemezlista           | 38       |
| USA Billboard Hot 100 lista    | 86       |

| Ország             | Minősítés    | Eladás   |
| ------------------ | ------------ | -------- |
| Ausztrália         | Platinalemez | 70 000+  |
| Egyesült Királyság | Aranylemez   | 453 000+ |
| Franciaország      | Ezüstlemez   | 125 000+ |
| Hollandia          | Aranylemez   | 40 000   |
| Svédország         | Aranylemez   | 10 000   |
| Új-Zéland          | Aranylemez   | 7500+    |

### Első helyezések
| Előző Toy-Box - Best Friend                     | Holland Top 40 kislemezlista első helyezettje 1999. Július 3. – 1999. Július 17.   | Következő Lou Bega - Mambo No. 5    |
| Előző Shania Twain - That Don't Impress Me Much | Belga kislemezlista (Flandria) első helyezettje 1999. Július 3. – 1999. Július 17. | Következő Ann Lee - 2 Times         |
| Előző Deep Obsession - Cold                     | Új-zélandi kislemezlista első helyezettje 1999. Július 18. – 1999. Július 25.      | Következő Westlife - Swear It Again |

## Közreműködők
| Sometimes - Britney Spears – vokál - Jörgen Elofsson – dalszerzés - David Kreuger – komponálás, billentyűk, programozás - Per Magnusson – komponálás, billentyűk - Anders von Hoffsten – háttérvokál - Esbjörn Öhrwall – akusztikus gitár - Thomas Lindberg – basszusgitár - Max Martin – keverés - Tom Coyne – maszterizálás | I’m So Curious - Britney Spears – vokál, háttérvokál, dalszerzés - Eric Foster White – dalszerzés, komponálás, keverés, basszusgitár, billentyűk, programozás - Dan Petty – akusztikus gitár - Tom Coyne – maszterizálás |

## Fordítás
- Ez a szócikk részben vagy egészben  a   Sometimes (Britney Spears song) című angol Wikipédia-szócikk fordításán alapul.  Az eredeti cikk szerkesztőit annak laptörténete sorolja fel. Ez a jelzés csupán a megfogalmazás eredetét és a szerzői jogokat jelzi, nem szolgál a cikkben szereplő információk forrásmegjelöléseként.